# Kompozit
Kompozíti so materiali, ki so sestavljeni iz dveh ali več komponent. Lahko jih sestavljamo v različne vrste sklopov, pri katerih se lastnosti posameznih komponent optimalno izkoriščajo. Kompozit projektantu omogoča tudi načrtovanje njegovih lastnosti. To pomeni, da se lahko izdela material, ki bo imel na različnih delih različne lastnosti (glede na predvidene obremenitve in izpostavljenost). Lastnosti kompozitnega materiala se razlikujejo od lastnosti posameznih materialov, ki ga tvorijo. Značilnost kompozitov je, da njihove lastnosti presegajo lastnosti osnovnih materialov zaradi njihovega medsebojnega vpliva v novonastalem materialu. V praksi je večina kompozitov sestavljena iz osnovnega materiala (matrice) in armature (utrditveni material), ki poveča trdnost in togost.

## Vrste kompozitov

### Naravni kompoziti
Eden najbolj pogostih naravnih kompozitov je les, ki je sestavljen iz različnih lesnih vlaken, ki se v različnih smereh različno obnašajo.

### Polimerni kompoziti
V bistvu so to termoplasti oz. duroplasti, ojačani s steklenimi, ogljikovimi in aramidnimi vlakni. Nasploh je težnja v proizvodnji umetnih mas k ojačitvi že znanih umetnih mas. S tem povečamo mehanske lastnosti, temperaturno obstojnost in elastični modul. Najbolj pogosto uporabljeni termoplasti za ojačitve so PP, PA!!, POM, ABS, PET, PC, …

### Vrhunski kompoziti
So sestavljeni iz visoko trdnih vlaken, povezanih z vezivi, ki jih po trdnosti ne dosegajo nobeni drugi materiali. Zato se uveljavljajo za izdelavo zahtevnih izdelkov, med drugim športnih rekvizitov. Danes so vrhunski kompoziti nepogrešljivi v športu, saj omogočajo začetnikom kot tudi vrhunskim športnikom doseganje boljših rezultatov. V večini primerov so izboljšave športnih dosežkov povezane z razvojem športnih rekvizitov iz novih materialov ter pripadajočih tehnologij izdelave. Proizvajalci špotnih rekvizitov težijo k sodelovanju z vrhunskimi športniki, ki z izkušnjami pomagajo pri razvoju novih, boljših in kvalitetnejših športnih rekvizitov. Pri primerjavi sodobnih in desetletje starih izdelkov, kot so smuči, loparji, žoge in obutev, je viden ogromen napredek v razvoju. Zaradi hitrega napredka se modeli menjujejo tudi večkrat letno, proizvajalci in uporabniki pa so v neprestanem iskanju novih materialov in tehnoloških rešitev.

### Lesni kompoziti
So sestavljeni iz manjših delcev že naravnega kompozita lesa, zaradi teženja k drugačnim lastnostim in pocenitvi materiala. V gradbeništvu konstrukcijski lesni kompoziti vse uspešneje tekmujejo z jeklom in betonom. Zaradi povečane gostote, dodanega lepila in usmerjanja osnovnih delcev imajo lesni kompoziti običajno boljše lastnosti od naravnega lesa.